# Abele (West-Vlaanderen)
Abele (plaatselijk  'n Abeele, Frans: l'Abeele) is een dorpje in de Belgische provincie West-Vlaanderen, gelegen in de gemeente Poperinge. Het straatdorp ligt hoofdzakelijk op het grondgebied van Poperinge en de Poperingse deelgemeente Watou, maar ook voor een stukje in de Franse gemeente Boeschepe. Het dorpje telt ruim 600 inwoners, waarvan een honderdtal Fransen. De hoofdstraat valt samen met de landsgrens, zodat de huizen aan beide kanten van de straat op ander grondgebied liggen.

## Geschiedenis
Abele was lange tijd een belangrijke grensovergang. In 1713 werd er een tolkantoor opgericht, dat tijdens de Franse Revolutie verdween. Het vroegere Belgische douanekantoor werd gerestaureerd en doet nu dienst als retrocafé met kleine tentoonstellingsruimte.
Vlakbij ligt Abeele Aerodrome Military Cemetery, een Britse militaire begraafplaats met een 100-tal gesneuvelden uit de Eerste Wereldoorlog.

## Religie

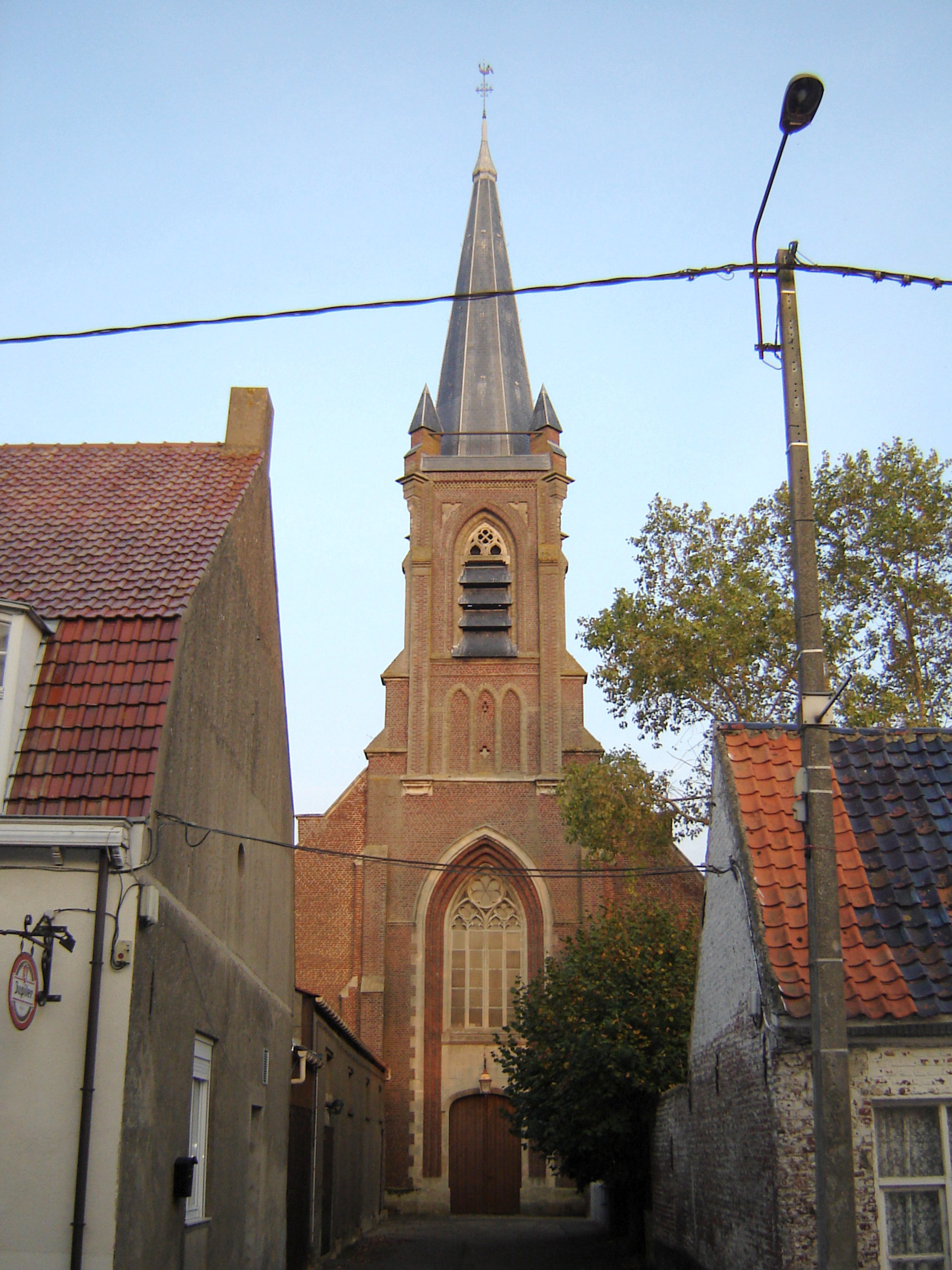
Onze-Lieve-Vrouw Onbevlekt Ontvangenkerk

De Onze-Lieve-Vrouw Onbevlekt Ontvangenkerk staat op Frans grondgebied, maar de erediensten worden hier door het Bisdom Brugge geregeld. De kerkfabriek van Watou en het gemeentebestuur van Boeschepe staan in voor het onderhoud.

## Natuur en landschap
Abele ligt in Zandlemig Vlaanderen op een hoogte van ongeveer 45 meter, nabij de Vleterbeek en de voortzetting van het West-Vlaams Heuvelland in Frankrijk. Ten noorden van Abele ligt het Helleketelbos.

## Nabijgelegen kernen
Poperinge, Watou, Steenvoorde, Godewaarsvelde, Boeschepe